# Aphanorrhegma serratum
Aphanorrhegma serratum är en bladmossart som beskrevs av Sullivant in A. Gray 1848. Aphanorrhegma serratum ingår i släktet Aphanorrhegma och familjen Funariaceae. Inga underarter finns listade i Catalogue of Life.